# Gerger
Gerger este un district din Provincia Adıyaman, Turcia.

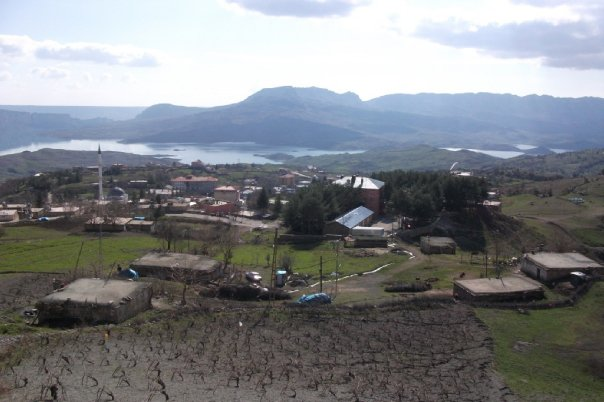
Gerger

| Year | Total  | Districts | Willage |
| ---- | ------ | --------- | ------- |
| 2010 | 24.622 | 3.235     | 21.387  |
| 2009 | 25.440 | 3.242     | 22.198  |
| 2008 | 25.769 | 3.472     | 22.297  |
| 2007 | 25.811 | 4.059     | 21.752  |
| 2000 | 27.208 | 4.223     | 22.985  |
| 1990 | 32.587 | 3.854     | 28.733  |
| 1985 | 32.618 | 4.221     | 28.397  |
| 1980 | 30.380 | 3.704     | 26.676  |
| 1975 | 30.820 | 2.773     | 28.047  |
| 1970 | 29.395 | 2.279     | 27.116  |
| 1965 | 26.723 | 1.229     | 25.494  |